# カサ・ヴォヤジャー駅
カサ・ヴォヤジャー駅 (フランス語: Gare de Casa-Voyageurs, アラビア語: محطة الدار البيضاء المسافرين) は、ONCFの運営するカサブランカの中央駅である。
駅には郊外電車と都市間を結ぶ長距離列車が発着し、カサ・ポール駅とともにカサブランカの中央駅となっている。モロッコの鉄道網にとって重要なハブである。
市内にはもう1つカサ・ポール駅という主要駅が存在するが、こちらには主要路線である南北線が通っておらず、TNRのムハンマド5世国際空港、首都ラバト、ケニトラ、セタット、アル・ジャディーダとを結ぶ近郊列車が中心である。

## 構造
駅はフランス植民地下の1923年、モロッコ鉄道会社 (Compagnie des chemins de fer du Maroc, CFM) によって建設された。8つのプラットホームを有する。国内最大の鉄道ハブであり、モロッコ国内のアイン・セバア、フェズ、クーリブカ、マラケシュ、ラバト、タンジェと直通列車で結ばれ、カサブランカのムハンマド5世国際空港へも行くことができる。
2018年11月、カサ・ヴォヤジャー駅は、タンジェとの間を2時間10分で結ぶタンジェ＝カサブランカ高速鉄道の終着駅となった。

## 行き先
カサ・ヴォヤジャー駅から以下へと直通列車が走っている：
- 南部方面のマラケシュ
- ラバト経由で北部のタンジェ
- ラバト経由で東部のメクネス、フェズ、タウリルト、ウジダ、ナドール
- ムハンマド5世国際空港
- カサ・ポール駅などへの近郊列車

## 乗り換え
カサブランカ市電のT1線が当駅前に停留所を設けている。また、バスやタクシーも利用可能である。